# Falciot cuaespinós de Madagascar
El falciot cuaespinós de Madagascar (Zoonavena grandidieri) és una espècie d'ocell de la família dels apòdids (Apodidae) que habita boscos de Madagascar i les Illes Comores.